# Tipula anceps
Tipula anceps là một loài ruồi trong họ Ruồi hạc (Tipulidae). Chúng phân bố ở vùng sinh thái Palearctic và Nearctic.